# Gettorp
Gettorp (dansk) eller Gettorf (tysk) er en landsby og kommune i det nordlige Tyskland, beliggende under Rendsborg-Egernførde kreds i delstaten Slesvig-Holsten. Gettorp er hovedby på halvøen Jernved (Dänischer Wohld) og stationsby ved banestrækningen mellem Kiel og Egernførde. Kommunen er administrationsstedet i Amt Dänischer Wohld. Byens vartegn er en restaureret hollandsk vindmølle fra 1869. Byen er også kendt for sin dyrepark.
Gettorps enskibede gotiske munkestenskirke er Sydslesvigs største landsbykirke. Kirken er bygget i 1200-tallet og viet til Sankt Jørgen. Dens vesttårn kom til i 1491. Slesvig-holstenerne anvendte tårnet som udkigstårn under Treårskrigen. Kirken var også kvarter for danske soldater under kampene med svenskerne ved Ejderkanalen i 1813.
I kommunen ligger godset Rosenkrantz.
I middelalderen var der et katolsk valfartskapel med sølvbillede af Sankt Jørgen.

## Galleri
- Gettorp mølle
- Statue af djævlen
- Sct. Jørgenskirken